# Juhos
Juhos (1899-ig Parihuzócz, szlovákul: Parihuzovce, ukránul: Паризівці) község Szlovákiában, az Eperjesi kerület Szinnai járásában.

## Fekvése
Szinnától 15 km-re északra, a Keleti-Beszkidekben fekszik.

## Története
1548-ban említik először.
A 18. század végén Vályi András így ír róla: „PARIHUZÓCZ. Parihusovce. Orosz falu Zemplén Vármegyében, földes Ura Szirmay Uraság, lakosai orosz vallásúak, fekszik Tsakalóczhoz, és Osztrozniczához 1 1/2 órányira, határja két nyomásbéli, gabonát ritkán terem, zabot középszerűen, mivel hegyen lévő szántó földgyei soványak; fája és legelője is szűken van, piatzozása Homonnán.”
Fényes Elek 1851-ben kiadott geográfiai szótárában így ír a faluról: „Parthuzócz, orosz falu, Zemplén vmegyében, Papina fil., 8 romai, 346 g. kath., 14 zsidó lak. 141 hold szántófölddel. F. u. Szirmay. Ut. post. Homonna.”
Borovszky Samu monográfiasorozatának Zemplén vármegyét tárgyaló része szerint: „Juhos, azelőtt Parihuzócz. Ruthén kisközség 36 házzal és 192 lakossal, kik gör. kath. vallásúak. Postája és távírója Szinna, vasúti állomása Homonna. A homonnai uradalomhoz tartozott. Újabbkori birtokosai a Szirmayak, majd a Lónyayak voltak, most azonban nagyobb birtokosa nincsen. 1873-ban a kolera pusztította lakosait. Az itteni gör. kath. templom 1801-ben épült.”
1920 előtt Zemplén vármegye Szinnai járásához tartozott.

## Népessége
| Év:            | 1994. | 2004.    | 2014. | 2024. |
| -------------- | ----- | -------- | ----- | ----- |
| Emberek száma: | 41    | 25       | 30    | 27    |
| Eltérés:       |       | -39,02 % | +20 % | -10 % |

| Év:            | 2023. | 2024. |
| -------------- | ----- | ----- |
| Emberek száma: | 27    | 27    |
| Eltérés:       |       | +0 %  |

1910-ben 219, túlnyomórészt ruszin anyanyelvű lakosa volt.
2001-ben 28 lakosából 13 szlovák, 11 ruszin, 3 ukrán volt.
2011-ben 33 lakosából 23 szlovák és 7 ruszin volt.

## Nevezetességei
- Görögkatolikus temploma 1800-ban épült.